# Marc Kudisch
Vous pouvez aider à l'améliorer ou bien discuter des problèmes sur sa page de discussion.
- Il ne cite pas suffisamment ses sources. Vous pouvez indiquer les passages à sourcer avec {{référence nécessaire}} ou {{Référence souhaitée}}, et inclure les références utiles en les liant aux notes de bas de page. (Marqué depuis avril 2024)
- Certaines informations devraient être mieux reliées aux sources mentionnées dans la bibliographie ou les liens externes. Améliorez sa vérifiabilité en les associant par des références. (Marqué depuis avril 2024)
- Il ne s’appuie pas, ou pas assez, sur des sources secondaires ou tertiaires. (Marqué depuis avril 2024)

- Archive Wikiwix
- Bing
- Cairn
- DuckDuckGo
- E. Universalis
- Gallica
- Google
- G. Books
- G. News
- G. Scholar
- Persée
- Qwant
- (zh) Baidu
- (ru) Yandex
- (wd) trouver des œuvres sur Wikidata

Marc Kudisch né le 22 septembre 1966 à Hackensack (New Jersey) est un acteur américain.

## Biographie
Marc Kudisch grandit à Ft. Lauderdale, en Floride. Il est allé à l'université de Floride Atlantique, initialement pour étudier la science politique, avant de se tourner vers le théâtre. Après avoir reçu son diplôme en art dramatique, Kudisch part pour New York où il découvert à une audition pour interpréter le rôle de Conrad Birdie dans la production de Bye Bye Birdie de Barry Weissler, avec Tommy Tune et Ann Reinking. Plus tard, Kudisch est apparu dans l'adaptation télévisuelle de la comédie musicale avec Jason Alexander et Vanessa Williams.
Sur la scène du Broadway, Kudisch a interprété les rôles de Baron Bomburst dans Chitty Chitty Bang Bang, Trevor Graydon dans Thoroughly Modern Millie, Jeff Moss dans Bells Are Ringing, Jackie dans The Wild Party de Michael John LaChiusa, George Kittredge dans High Society, Gaston dans Beauty and the Beast, Reuben dans Joseph and the Amazing Technicolor Dreamcoat. Il était nommé pour le Tony Award pour ses interprétations de Baron Bomburst, dans Chitty (2005) et Trevor Graydon, dans Millie (2002), outre le Outer Critics Circle Award et le Drama Desk Award.
Kudisch est aussi apparu dans A Little Night Music de Stephen Sondheim en interprétant le rôle de Carl Magnus dans les productions au New York City Opera en 2003 avec Juliet Stevenson et Jeremy Irons, et au Los Angeles Opera en 2004 avec Victor Garber et Judith Ivey. Dans le théâtre régional, il a créé le rôle de Vincent van Gogh dans The Highest Yellow, aussi un œuvre de Michael John LaChiusa, en présentant une représentation convaincante de l'artiste tourmenté. Sur la télé, à part d'une apparition dans la série La Force du destin, Kudisch a interprété le rôle d'un avocat pervers dans la série Sex and the City, et était aussi le porte-parole de Toyota aux États-Unis (TV Guy) pendant quelques années.